# Fagioli a olio
I fagioli a olio sono una varietà di fagiolo che rientra tra i prodotti agroalimentari tradizionali abruzzesi. È coltivata principalmente a Onna e Paganica nella provincia dell'Aquila, in Abruzzo e fa parte dei Presidi Slow Food dell’Abruzzo.